# Muskogee
Muskogee is een plaats (city) in de Amerikaanse staat Oklahoma, en valt bestuurlijk gezien onder Muskogee County.
Muskogee is een soort prototype van "small town America", getuige de song "Okie from Muskogee" van Merle Haggard, die verscheen in 1969 op het hoogtepunt van de hippietijd. In Muskogee, zo is de strekking, is alles bij het oude gebleven.

## Demografie
Bij de volkstelling in 2000 werd het aantal inwoners vastgesteld op 38.310.
In 2006 is het aantal inwoners door het United States Census Bureau geschat op 40.004, een stijging van 1694 (4.4%).

## Geografie
Volgens het United States Census Bureau beslaat de plaats een oppervlakte van
100,4 km², waarvan 96,7 km² land en 3,7 km² water.

## Plaatsen in de nabije omgeving
De onderstaande figuur toont nabijgelegen plaatsen in een straal van 20 km rond Muskogee.

## Geboren
- Terrence Holder (1898-?), jazz-trompettist en bandleider
- Walter Foots Thomas (1907-1981), jazzmuzikant, arrangeur en orkestleider
- Claude Williams (1908-2004), jazzviolist, gitarist en zanger
- Don Byas (1912-1972), jazz-tenorsaxofonist
- Jay McShann (1916-2006), blues- en swingpianist, bandleider en zanger
- Aaron Bell (1922-2003), jazzbassist en arrangeur
- Barney Kessel (1929-2004), jazzgitarist
- Ester Dean (1982), zangeres, songwriter, producer en actrice
- Carrie Underwood (1983), zangeres en actrice